# قانون میلر (نور)
در اپتیک، قانون میلر یک قاعده تجربی است که تخمینی از میزان بزرگی ضریب غیرخطی را می‌دهد. 
به طور رسمی‌تر، اظهار داشت که ضریب پاسخ پذیرفتاری الکتریکی مرتبه دوم ({\displaystyle \chi _{\text{2}}}) متناسب با محصول پذیرفتاری‌های مرتبه اول (‌{\displaystyle \chi _{\text{1}}}‌) در سه فرکانس که {\displaystyle \chi _{\text{2}}} وابسته است  ضریب تناسب {\displaystyle \delta } به ضریب میلر معروف است  . 

## تعریف
پاسخ پذیرفتاری مرتبه اول توسط: 
{\displaystyle \chi _{\text{1}}(\omega )={\frac {Nq^{2}}{m\varepsilon _{0}}}{\frac {1}{\omega _{\mathrm {0} }^{2}-\omega ^{2}-{\tfrac {i\omega }{\tau }}}}}
در این‌جا: 
- {\displaystyle \omega } فرکانس نوسان میدان الکتریکی است.
- {\displaystyle \chi _{\textrm {1}}} پذیرفتاری الکتریکی مرتبه اول، به عنوان تابعی از {\displaystyle \omega }؛
- N چگالی تعداد حامل‌های بار نوسان ( الکترون ) است.
- q بار اساسی است ؛
- m جرم بارهای نوسان، جرم الکترون است.
- {\displaystyle \varepsilon _{0}} قدرت الکتریکی فضای خالی است.
- i موهومی واحد است.
- {\displaystyle \tau } زمان آرامش حامل آزاد است.

برای سادگی می‌توانیم تعریف کنیم {\displaystyle D(\omega )}، و از این رو {\displaystyle \chi _{\text{1}}} را بازنویسی کنید: 
{\displaystyle D(\omega )=\omega _{\mathrm {0} }^{2}-\omega ^{2}-{\tfrac {i\omega }{\tau }}}
{\displaystyle \chi _{\text{1}}(\omega )={\frac {Nq^{2}}{\varepsilon _{0}m}}{\frac {1}{D(\omega )}}}
پاسخ پذیرفتاری مرتبه دوم توسط: 
{\displaystyle \chi _{\text{2}}(2\omega )={\frac {Nq^{3}\zeta _{2}}{\varepsilon _{0}m^{2}}}{\frac {1}{D(2\omega )D(\omega )^{2}}}}
در این‌جا {\displaystyle \zeta _{2}} اولین ضریب بی‌هارمونی است. به راحتی نشان می‌دهد که می‌توانیم  {\displaystyle \chi _{\text{2}}} را جمله‌‌هایی از حاصل‌ضرب {\displaystyle \chi _{\text{1}}} بیان کنیم 
{\displaystyle \chi _{\text{2}}(2\omega )={\frac {\varepsilon _{0}^{2}m\zeta _{2}}{N^{2}q^{3}}}\chi _{\text{1}}(\omega )\chi _{\text{1}}(\omega )\chi _{\text{1}}(2\omega )}
ثابت بودن تناسب بین {\displaystyle \chi _{\text{2}}} و حاصل‌ضرب {\displaystyle \chi _{\text{1}}} ضریب میلر در سه فرکانس مختلف است: 
{\displaystyle \delta ={\frac {\varepsilon _{0}^{2}m\zeta _{2}}{N^{2}q^{3}}}}